# Maymena ambita
Maymena ambita là một loài nhện trong họ Mysmenidae.
Loài này thuộc chi Maymena. Maymena ambita được miêu tả năm 1940 bởi Barrows.